# 伏見有希
伏見 有希（ふしみ ゆうき、生年不明）は、日本の元女子サッカー選手。元サッカー日本女子代表。現役時代のポジションはディフェンダー。

## 来歴
鈴与清水FCラブリーレディースでプレー。サッカー日本女子代表では、1994年8月のスロバキア遠征（2連戦）のメンバーに選出された。遠征2試合目、8月21日のオーストリア代表との試合で森本鶴や武岡イネス恵美子などと共にデビューした。日本代表での出場はこの1試合のみだった。

## 代表歴
- 1994年8月21日 - A代表初出場 - オーストリア戦

### 試合数
- 国際Aマッチ 1試合（1994）

| 日本代表 | 国際Aマッチ | 国際Aマッチ |
| 年       | 出場        | 得点        |
| -------- | ----------- | ----------- |
| 1994     | 1           | 0           |
| 通算     | 1           | 0           |

### 出場
| # | 開催日         | 開催地       | 会場 | 相手         | 結果 | 監督   | 大会               |
| - | -------------- | ------------ | ---- | ------------ | ---- | ------ | ------------------ |
| 1 | 1994年08月21日 | ドブニッツア |      | オーストリア | ○1-0 | 鈴木保 | スロバキア国際大会 |